# Louis Hennequin
Louis Hennequin, dit Marcel-Louis Hennequin, né le 9 janvier 1869 à Rosselange dans le département de la Moselle et mort pour la France à Moosch en Alsace le 12 janvier 1916, est un officier supérieur et historien militaire français du XXe siècle. Son nom est inscrit au Panthéon parmi les 560 écrivains morts au champ d'honneur pendant la Première Guerre mondiale.

## Biographie
Marcel Louis Hennequin, né le 9 janvier 1869 à Rosselange, est le fils de Pierre Hyppolite Hennequin (né vers 1842), ouvrier aux forges et d'Anne Marie Clémence Collin (née vers 1847).
Après la guerre franco-allemande de 1870, sa famille quitte Rosselange qui est en territoire annexé d'Alsace-Lorraine pour s'installer à Briey. Marcel-Louis fait ses études au lycée de Nancy et décide de préparer le concours de l'École spéciale militaire de Saint-Cyr. Travailleur, il s'engage le 29 octobre 1888 au bureau de recrutement de Verdun (avec le matricule de recrutement numéro 1133) et est admis à Saint-Cyr le 31 octobre 1888 en tant qu'élève, dans la promotion du Grand Triomphe. Il sera caporal l'année suivante, le 1er octobre 1889 et il sortira 44e de sa promotion sur 435 élèves.
Ses études terminées, il est nommé sous-lieutenant au 19e bataillon de chasseurs à pied à Verdun le 1er octobre 1890 et promu lieutenant le 1er octobre 1892. Le 10 mars 1898, il passe au 13e régiment d'infanterie. En parallèle, il suit les cours de l'École supérieure de guerre à partir du 13 avril 1897 et obtient le brevet d'état major avec mention bien en octobre 1899 (en étant 38e sur 78 élèves). Il est envoyé comme stagiaire à l'État-major de la subdivision d'Alger en novembre 1899 et nommé capitaine le 29 août 1900 au 68e régiment d'infanterie tout en conservant ses fonctions de stagiaire d'État-major. Il est officier d'ordonnance auprès du général commandant la 1re brigade d'infanterie et la subdivision d'Alger à partir du 26 janvier 1902, et passe au 13e bataillon de chasseurs à pied le 1er septembre 1903. Il suivra la campagne d'Algérie du 25 janvier 1900 au 20 septembre 1903.
Il épouse Marie Jeanne Baudinet (1879-1941) à Metz le 11 avril 1904 et occupe des fonctions à l'État-major de l'armée à partir du 9 mars 1906. C'est là qu'il trouve sa voie comme écrivain et historien militaire, publiant plusieurs ouvrages et de nombreux articles dans la Revue d'histoire, section historique de État-major des armées, entre 1906 et 1912.
Promu chef de bataillon en novembre 1911, il fait un court passage au 79e régiment d'infanterie à Nancy et reçoit la mission de former le 31e bataillon de chasseurs à pied à Corcieux (Vosges), dont il prend le commandement le 20 juin 1913.
Lorsque la Première Guerre mondiale éclate, son bataillon est engagé dans les Vosges, en Alsace et en Artois. Il est blessé d'un éclat de shrapnel en octobre 1914 devant Carency, dans le Pas-de-Calais. Plusieurs fois cité à l'ordre de l'armée, il est nommé Officier de la Légion d'honneur. On lui confie le commandement du 334e régiment d'infanterie le 1e février 1915 avec le grade de lieutenant-colonel. Avec son régiment, il participe à la Bataille du Hartmannswillerkopf dans des combats au Sudel, au plateau d'Uffoltz et au Vieil-Armand.
En décembre 1915, il est désigné pour commander par intérim la 6e brigade de chasseurs à pied postée dans le secteur de Hartmannswillerkopf. Grièvement blessé sur les pentes du Vieil-Armand le 10 janvier 1916, il meurt à l'ambulance 3/58 à Moosch le 12 janvier 1916. Il est inhumé à la Nécropole nationale de Moosch (tombe 484).
La citation à l'ordre de l'armée en précise les circonstances : « officier supérieur de la plus haute valeur : a déjà été cité quatre fois à l'ordre de l'armée pour ses brillants services. A toujours montré une bravoure exemplaire, les plus belles qualités de commandement et de caractère, s'occupant avec la plus vive sollicitude de sa troupe et donnant à tous le plus bel exemple d'énergie, d'endurance et de dévouement envers la patrie. Blessé mortellement le 11 janvier en allant réconforter des unités sous un violent bombardement ».
La décoration du Lieutenant-Colonel sera envoyée à sa femme Marie Jeanne Hennequin en février 1923, résidant au 37 rue du Pont des Morts à Metz (Moselle).

## Distinctions
- Officier de la Légion d'honneur, arrêté du 3 janvier 1915[13]
- Chevalier de la Légion d'honneur, décret du 12 juillet 1910
- Officier d'académie, 1er juillet 1911
- Commandeur du Nichan Iftikhar
- 1910 : Académie française - Prix Thiers pour La Campagne de 1794 entre Rhin et Moselle[14]
- 1917 : Académie française - Grand Prix Gobert pour l'ensemble de son œuvre[15]

## Hommages
- Le nom de Marcel-Louis Hennequin est inscrit au Panthéon dans la liste des 560 écrivains morts pour la France pendant la guerre de 1914-1918[16].
- Son nom figure dans le livre d’or des Saint-Cyriens morts pour la France[17] et sur le monument aux morts de Rosselange[18].
- En Alsace, on a dénommé un versant du Grand-Ballon le Grand Hennequin.
- Sa commune natale lui rend hommage à l'occasion du centième anniversaire de sa mort[19],[20].

## Œuvres principales
- Le Corps d'observation des Alpes : 1815, 1909[21]
- La Campagne de 1794 entre Rhin et Moselle, 1909[22]
- Zurich - Masséna en Suisse : 1799, 1911[23]
- Les Horreurs de l'invasion : 1870-71, 1913